# Begrenzungsleuchte

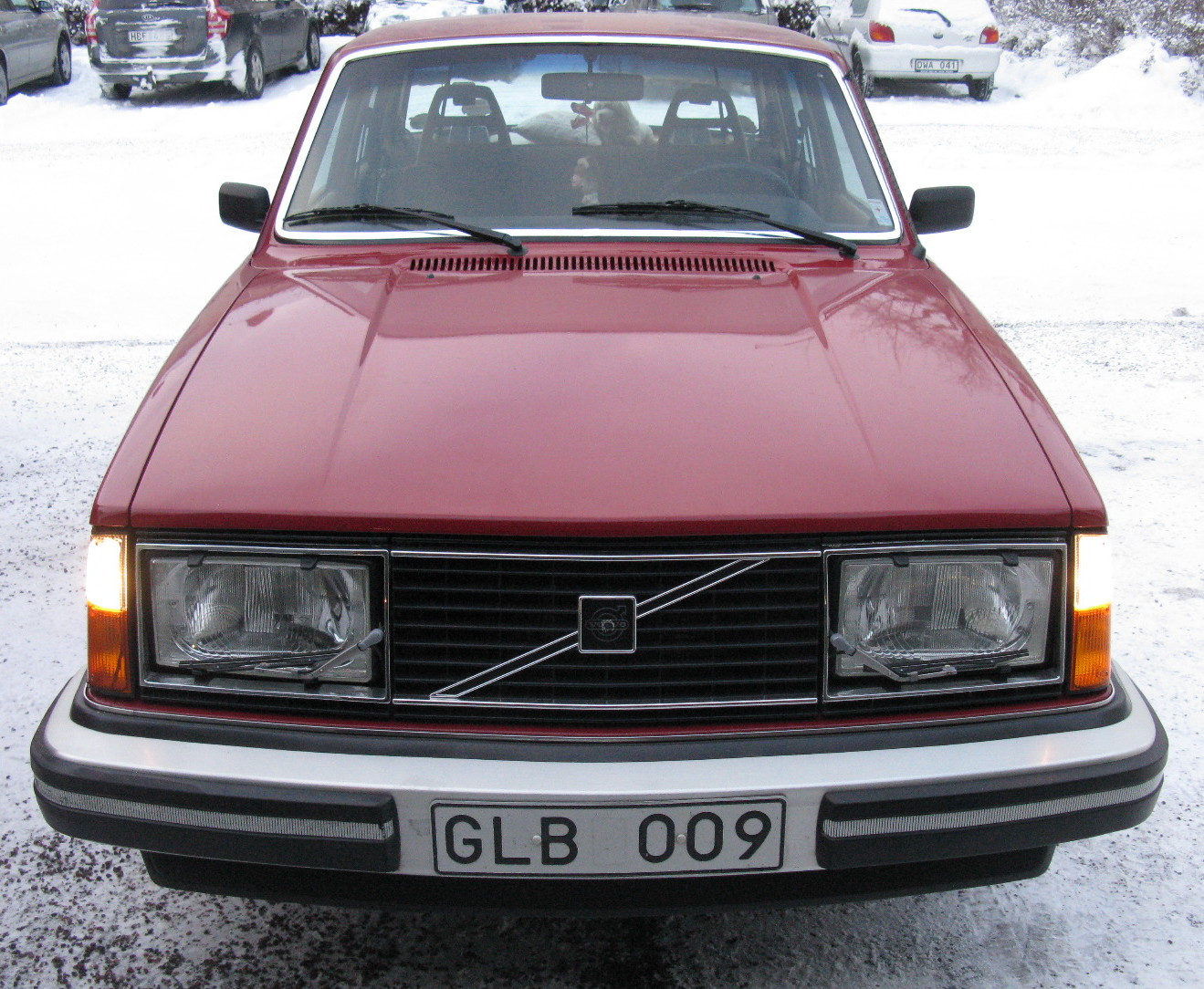
Volvo 240 mit aktiven Begrenzungsleuchten

Eine Begrenzungsleuchte ist eine Leuchte eines Kraftfahrzeugs, die seiner Kenntlichmachung nach vorne dient und auch bei Abblendlicht oder Fernlicht leuchten muss.
Die Zulassung über einen Meter breiter mehrspuriger Kraftfahrzeuge erfordert zwei Begrenzungsleuchten, die höchsten 400 mm von der breitesten Stelle des Fahrzeugumrisses entfernt sind und in die Scheinwerfer integriert sein können.
Kombinierte Begrenzungsleuchten und Tagfahrleuchten dürfen bei eingeschalteten Scheinwerfern nur weniger hell als bei ausgeschalteten Scheinwerfern leuchten.
An Motorrädern sind statt der regulär weißen auch gelbe Begrenzungsleuchten zulässig, die zudem auch eine Bauartgenehmigung als Fahrtrichtungsanzeiger haben können.
Bei zulässigem Einsatz zweier Nebelscheinwerfer genügt rechtlich statt Abblendlicht auch Einsatz der Begrenzungsleuchten.
Nur mit Begrenzungsleuchten verschaltete Rückleuchten ergeben umgangssprachlich Standlicht. Rechtlich sind haltende Fahrzeuge „außerhalb geschlossener Ortschaften mit eigener Lichtquelle zu beleuchten“ und innerorts ohne ausreichende Straßenbeleuchtung „die der Fahrbahn zugewandte Fahrzeugseite durch Parkleuchten oder auf andere zugelassene Weise kenntlich zu machen“.